# Id Tech 5
Id Tech 5 ist die fünfte Version der Spiel-Engine id Tech aus dem Hause id Software und kam erstmals bei Rage (2011) zum Einsatz. Nachfolger ist ab 2015 die id Tech 6.

## Geschichte
Die Engine ist der Nachfolger der auch unter dem Namen „Doom-3-Engine“ bekannten id Tech 4 und findet erstmals in dem id-Software-Spiel Rage Einsatz. Außerdem wurde erwähnt, dass die Engine für einen weiteren Titel der Quake-Serie zum Einsatz kommen solle.
Vorgestellt wurde die id Tech 5 im Jahr 2007 auf der Quakecon vom technischen Direktor John D. Carmack. Im Gegensatz zur älteren Generation wurde diesmal grundlegend auf eine plattformübergreifende Entwicklung Wert gelegt. Außerdem wird die Engine eine erweiterte Version der MegaTexture nutzen und erweiterte Schattendetails erzeugen können.
Auf der QuakeCon 2010 sagte id-Software-CEO Todd Hollenshead, dass die id Tech 5 an andere Spieleentwickler lizenziert werde, jedoch nur, wenn diese Spiele auch über Bethesda Softworks veröffentlicht würden.

## Spiele
- Rage (2011; Entwickler: id Software)
- Wolfenstein: The New Order (2014; Entwickler: Machine Games)
- The Evil Within (2014; Entwickler: Tango Gameworks)
- Wolfenstein: The Old Blood (2015; Entwickler: Machine Games)

## Technik
Das Hauptaugenmerk lag auf einer flüssigen und detaillierten Darstellung weitläufiger Areale der Spielwelt von Rage. Dafür wird eine erweiterte Version der von John D. Carmack für Enemy Territory: Quake Wars entwickelten MegaTexture-Technologie verwendet, welche von id Software in der neuen Version als Virtual Texturing bezeichnet wird. Diese wurde nicht nur für große Außenbereiche konzipiert, sondern ermöglicht auch die Nutzung der Virtual Textures auf Models und Sprites. Dadurch kann eine dynamischere Spielewelt erzeugt werden, in der kein Baum mehr dem anderen gleicht.
Das Multi-Plattform-Design bringt den Vorteil, dass nicht mehr viel Zeit in die Portierung gelegt werden muss und man sich somit mehr auf die Feinoptimierung konzentrieren kann.
Eine der großen visuellen Neuerungen ist die Möglichkeit des Renderers, Halbschatten in Schatten mit Hilfe von Shadow Maps darzustellen. Im Gegensatz dazu nutzt id Tech 4 eine Schattentechnologie, die sehr scharfe Schatten darstellt. Außerdem bietet id Tech 5 verschiedene Beleuchtungstechniken wie HDRR-Centric, Bloom und Crepuscular rays (volumetrische Beleuchtung).
Weitere Effekte sind:
- Alpha to Coverage
- Soft-Partikel
- Pixel-Shader-Effekte
- Post Processing
- Dynamic Water Surfaces
- Prozedurale Animationen
- Cloth Simulation
- Schärfentiefe
- Motion Blur.

Die Engine wird auch Multithread-Support auf der CPU für verschiedene Aufgaben bieten, so u. a. Rendering, Game Logic, AI, Physics und Sound Processing.
John Carmack erwähnte in seiner Schlüsselrede auf der Quakecon 2007, dass die id Tech 5 auf OpenGL und Direct3D 9c basiert.
Die Engine kommt weiterhin mit einem neuen Content-Creation-Toolpaket namens id Studio, das wesentlich benutzerfreundlicher sein soll als frühere Versionen. Die früheren Versionen dieser Tools zwangen die Entwickler dazu, viele Kommandozeilenoperationen durchzuführen, während bei id Tech 5 diese Funktionen alle während der Engine-Laufzeit möglich sein soll.

## Nachteile
Insbesondere durch die angewandte Textur-Technik, dem Virtual Texturing, benötigen die Levels in ihrer Rohform einen enormen Speicherbedarf (Gigabyte-Bereich) und eine hohe Rechnerperformance. Modder sowie Hobbyleveldesignern sind somit wesentlich stärker als bisher auf die Tools von id Software angewiesen. Id Software wird dazu die id Studio Tools zum Bearbeiten in Echtzeit bereitstellen.